# 戴大冕
戴大冕（？—？），江蘇上元人，清朝官員。監生出身。

## 生平
戴大冕于乾隆元年（1736年）擔任臺灣府諸羅縣知縣。乾隆三年（1738年）接替趙奇芳，擔任台灣府淡水撫民同知。